# 京都市立二条中学校
京都市立二条中学校（きょうとしりつ にじょうちゅうがっこう）は、京都府京都市上京区にある公立中学校。

## 概要
- 二条城のすぐ、西側に位置する。
- 全校生徒は約300人で、京都市内で唯一「固定性難聴学級」がある。
- 著名な卒業生には、女優の阿井美千子と俳優の佐々木蔵之介、戦前の高等女学校時代の卒業生に茶道家の塩月弥栄子[1] がいる。

## 沿革
- 1947年（昭和22年）5月5日 - 京都市立二条高等女学校（旧 京都市立第二高等女学校）の付設中学校として開校。
- 1948年（昭和23年）4月1日 - 京都市立二条高等女学校が廃止となり校舎を転用、新学制により京都市立二条中学校を開校。
- 1948年（昭和23年）11月30日 - 二条中学校育友会結成。
- 1949年（昭和24年）10月15日 - 二条中学校生徒会結成。
- 1968年（昭和43年）4月9日 - 難聴学級を設置する。1971年（昭和46年）、後続として山城高校が聴覚障害生徒受け入れ
- 1983年（昭和58年）4月1日 - 青葉学級を設置する。
- 1986年（昭和61年）10月9日 - 校舎全面改装工事竣工。
- 2003年（平成15年）4月1日 - 育成学級を設置する。

## 校章
校章は学校のシンボルであるカナリーヤシにちなんで作られている。

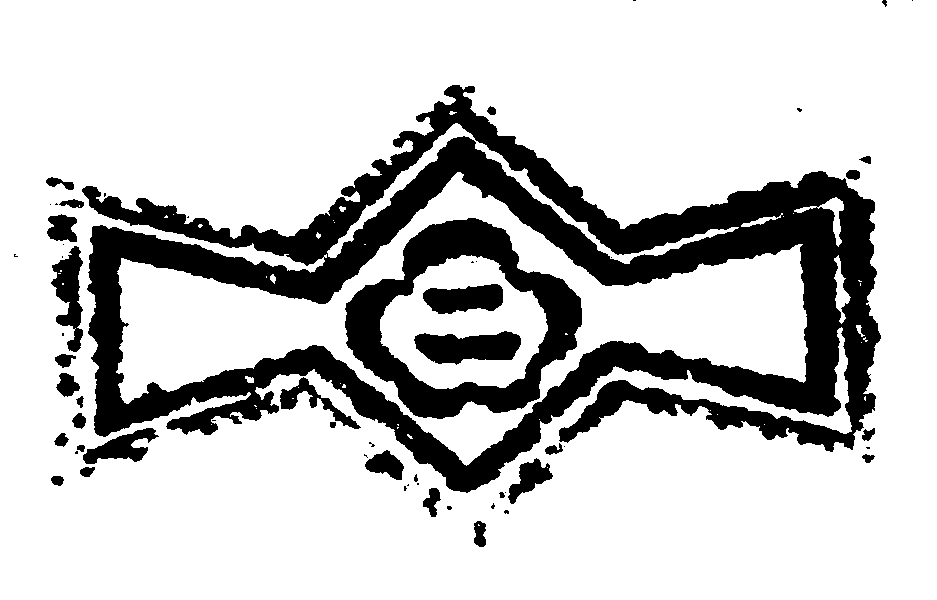
校章